# Zoo São Paulo
Koordinaten: 23° 39′ 3″ S, 46° 37′ 14″ W

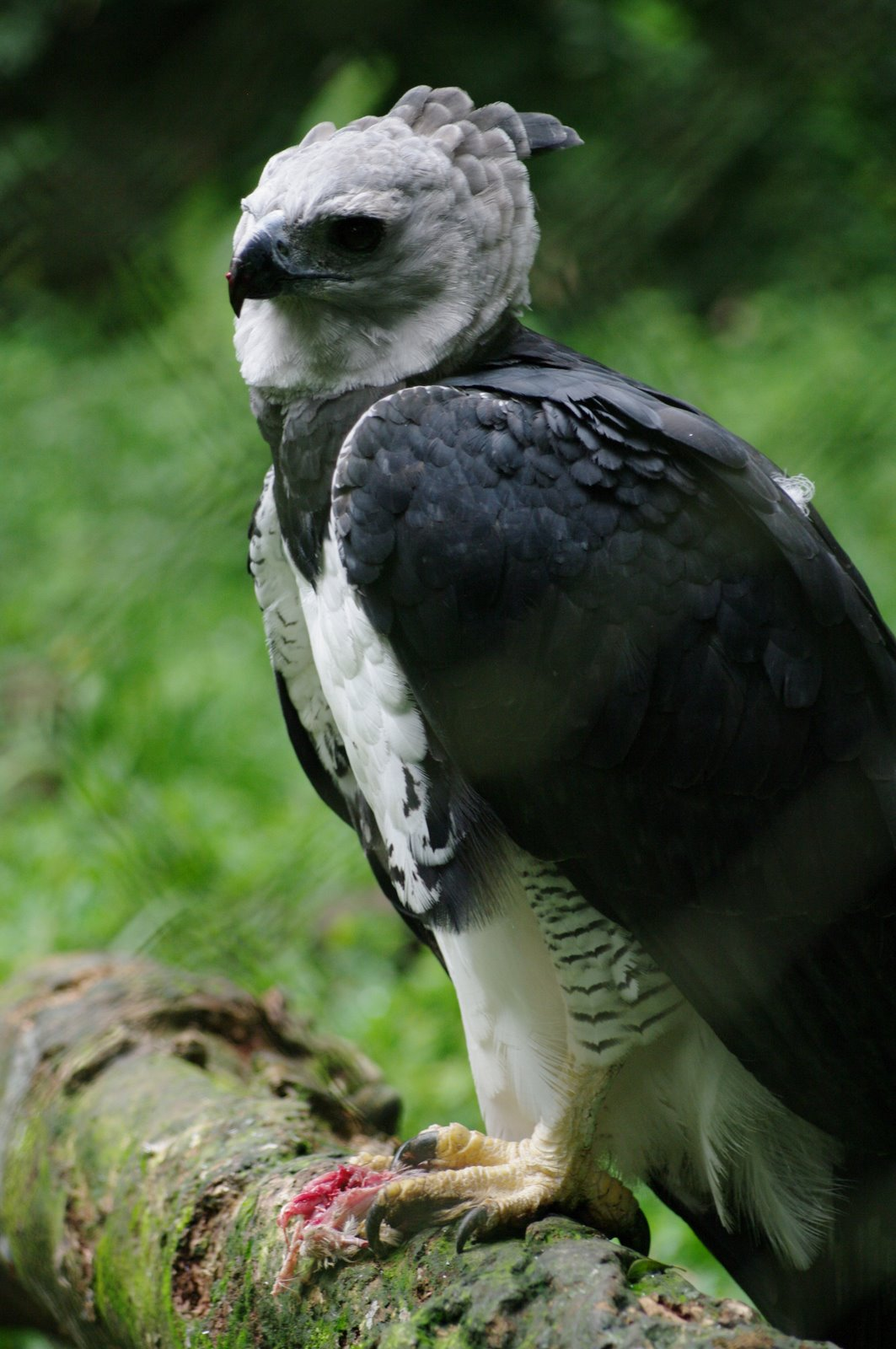
Harpyie

Der Zoo São Paulo, auch als Parque Zoológico de São Paulo bekannt, ist ein Zoo in der Stadt São Paulo in Brasilien. Er wurde im Jahr 1958 eröffnet und umfasst eine Fläche von etwa 825 Hektar. Der Zoo ist Mitglied der World Association of Zoos and Aquariums (WAZA).

## Tierbestand  und Anlagenkonzept
Im Zoo São Paulo werden rund 2200 Tiere gehalten. Es werden schwerpunktmäßig Arten, die der südamerikanischen Fauna angehören, gezeigt. Dadurch soll das Interesse der Besucher für die heimische Tierwelt gefördert werden. Die Anlagen für die Tiere sind derart konzipiert, dass sie in großzügig gestalteten Freigehegen gehalten werden, die waldähnliche Elemente, Freiflächen sowie Wasserstellen enthalten. Vorhanden sind ebenfalls Rückzugsgebiete, die eine ungestörte Paarung erlauben. Auf einigen Flächen im Zoogelände werden Pflanzen angebaut, die als Futtermittel für verschiedene Tiere verwendet werden. Weitere Einrichtungen im Zoo sind ein Inkubationsraum, wo Eier von Vögeln und Reptilien ausgebrütet werden, sowie eine umfangreiche Bibliothek, die den Besuchern offen steht.
Im Folgenden ist eine Bild-Auswahl des Bestandes von in Südamerika heimischen Tieren der Jahre 2011 bis 2018 gezeigt:

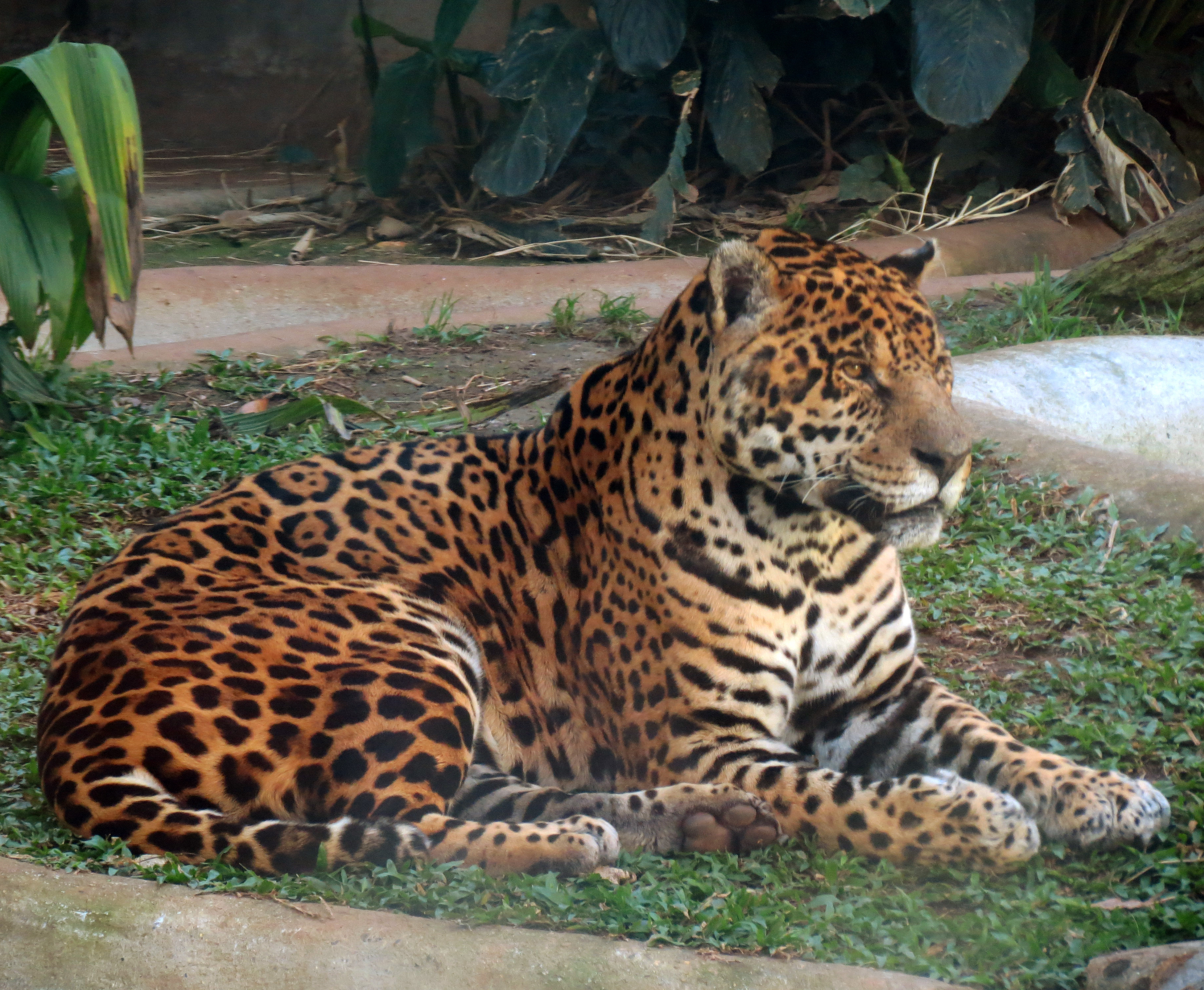
Jaguar (Panthera onca)
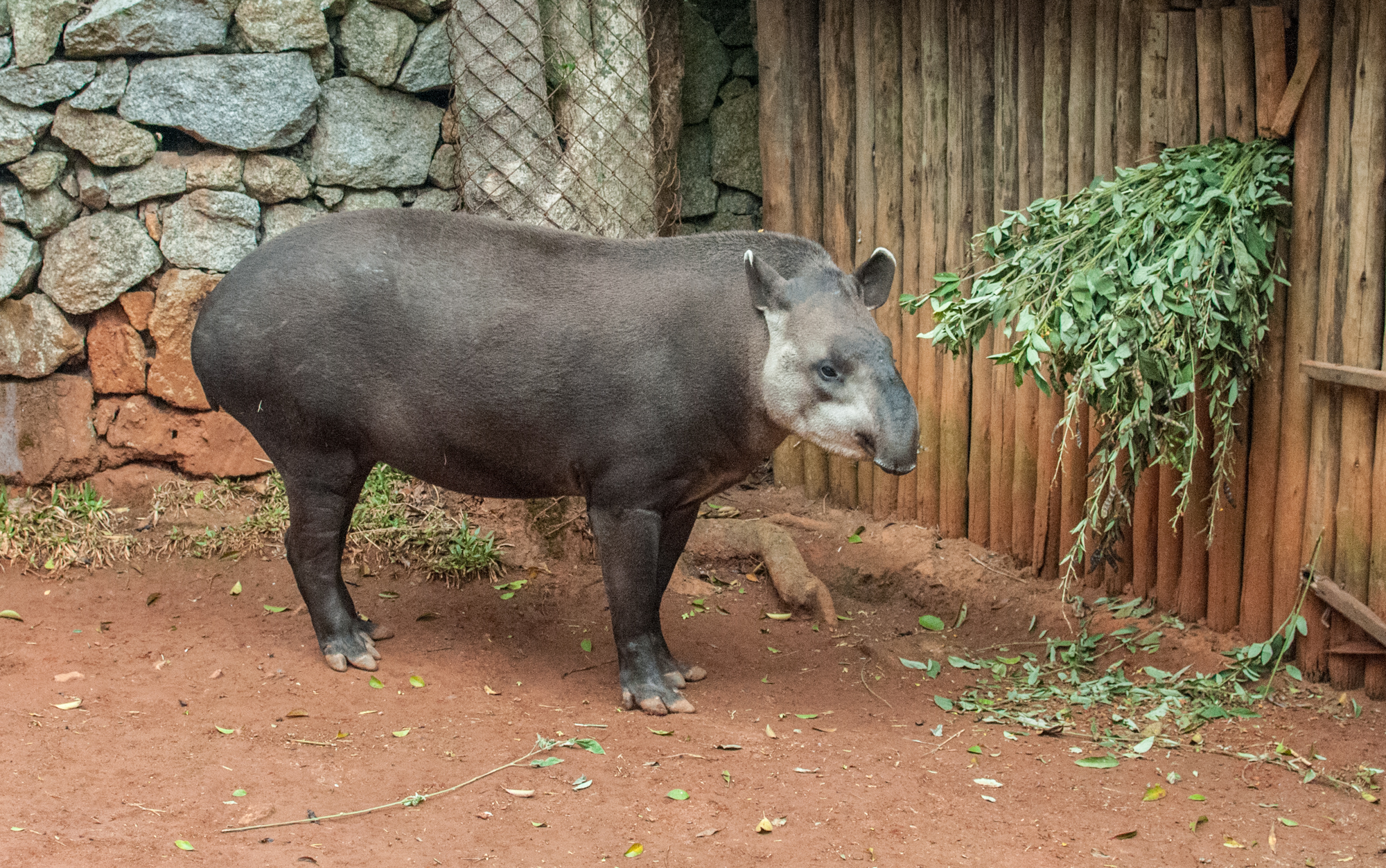
Flachlandtapir (Tapirus terrestris)
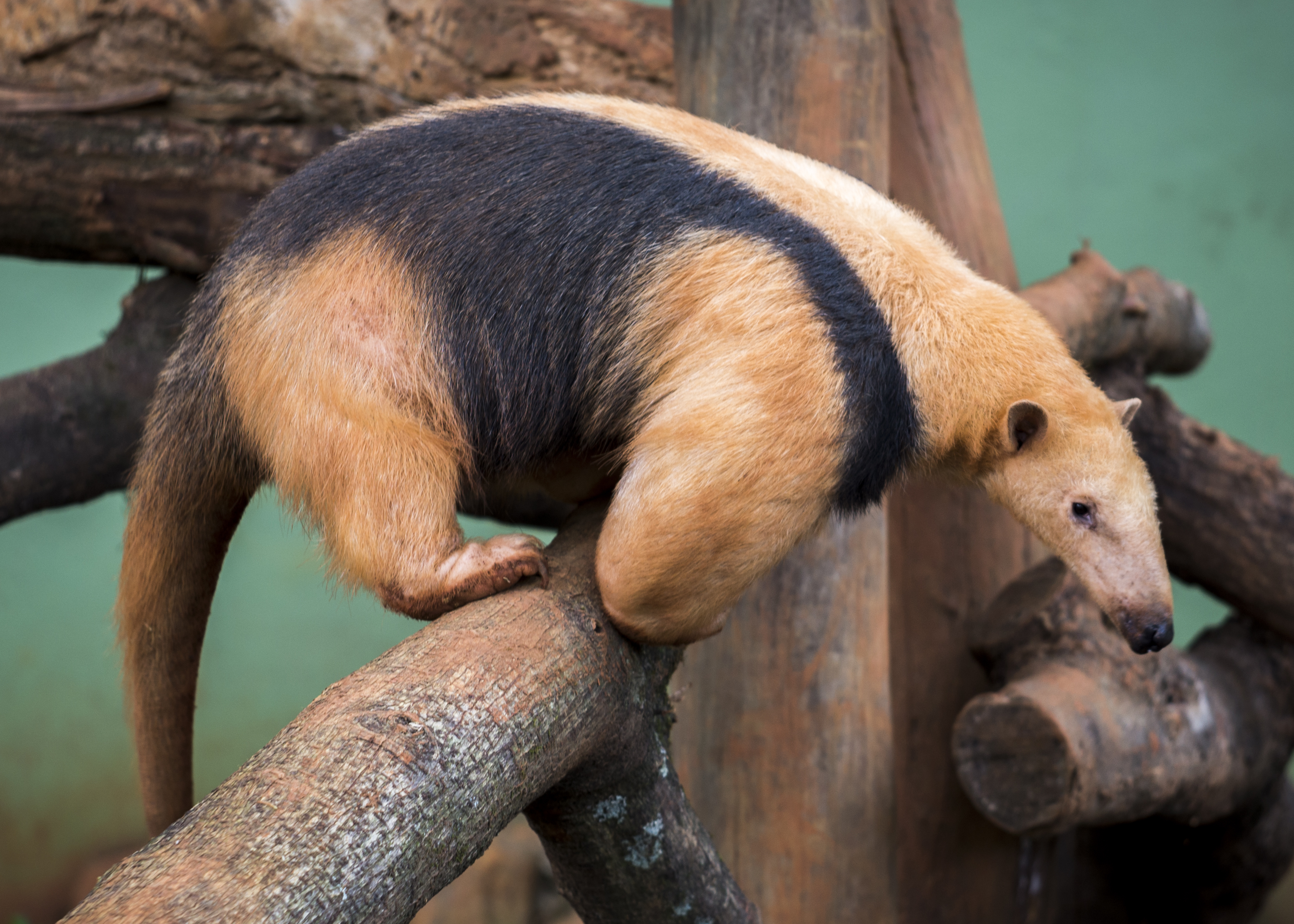
Südlicher Tamandua (Tamandua tetradactyla)
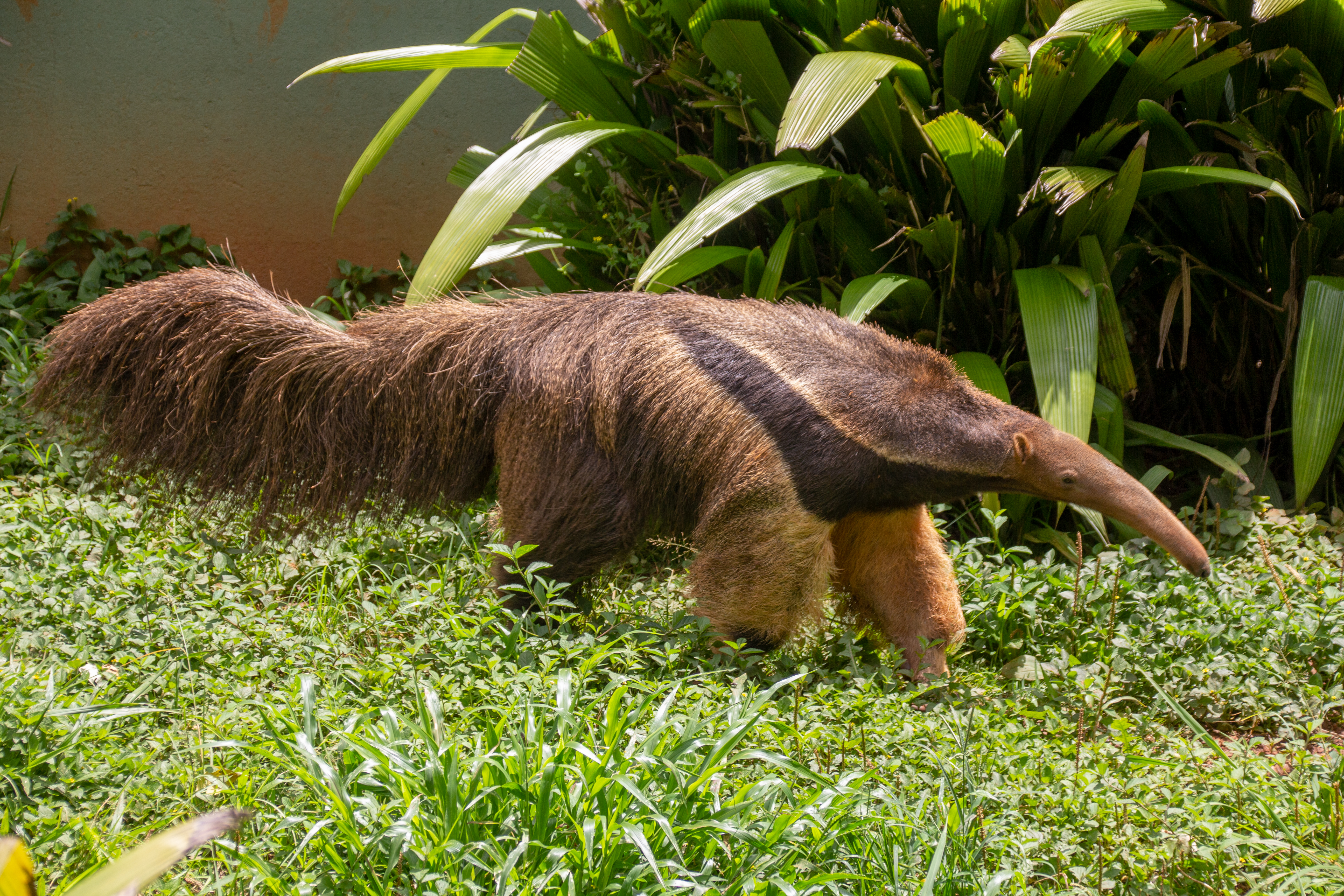
Großer Ameisenbär (Myrmecophaga tridactyla)
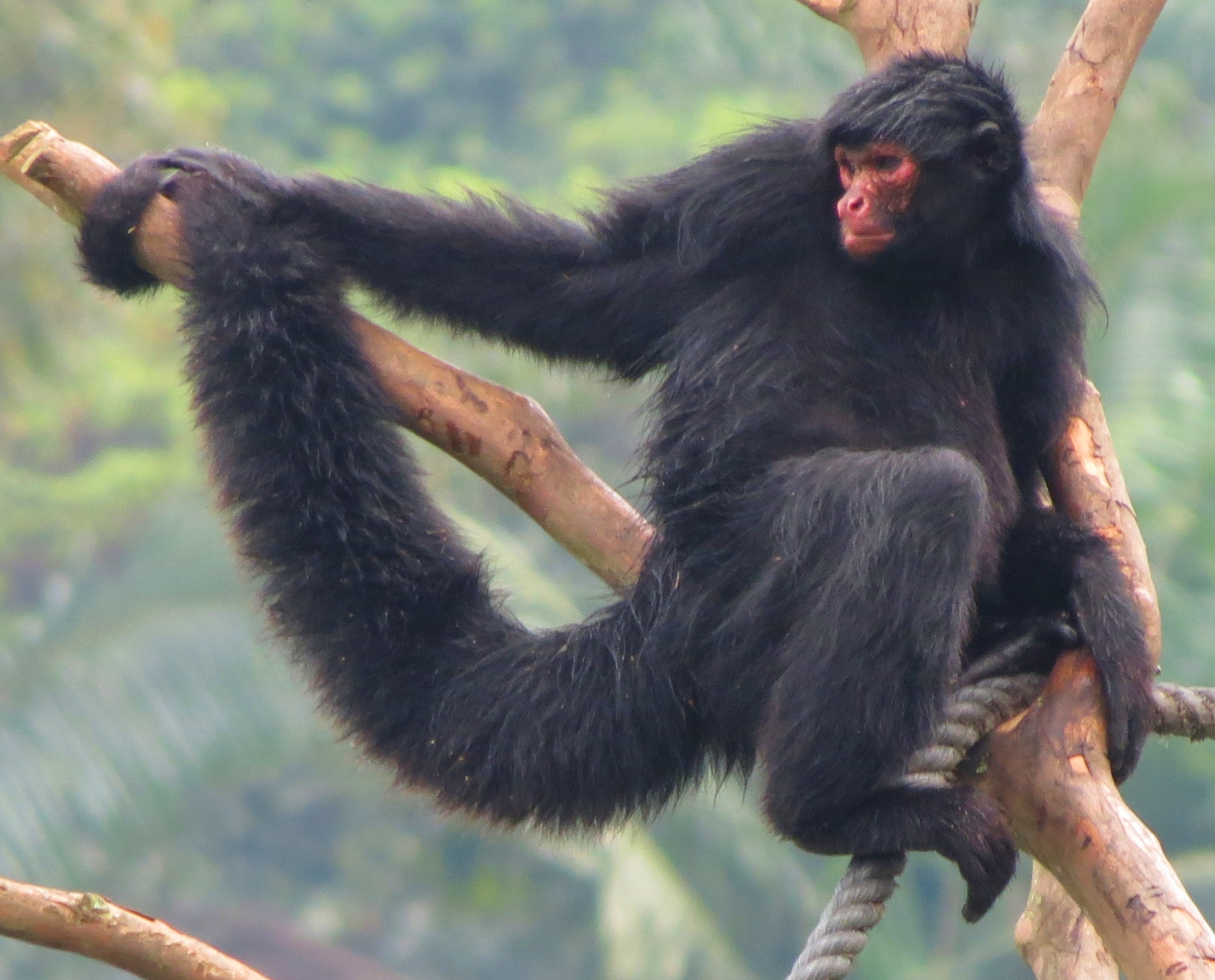
Rotgesichtklammeraffe (Ateles paniscus)
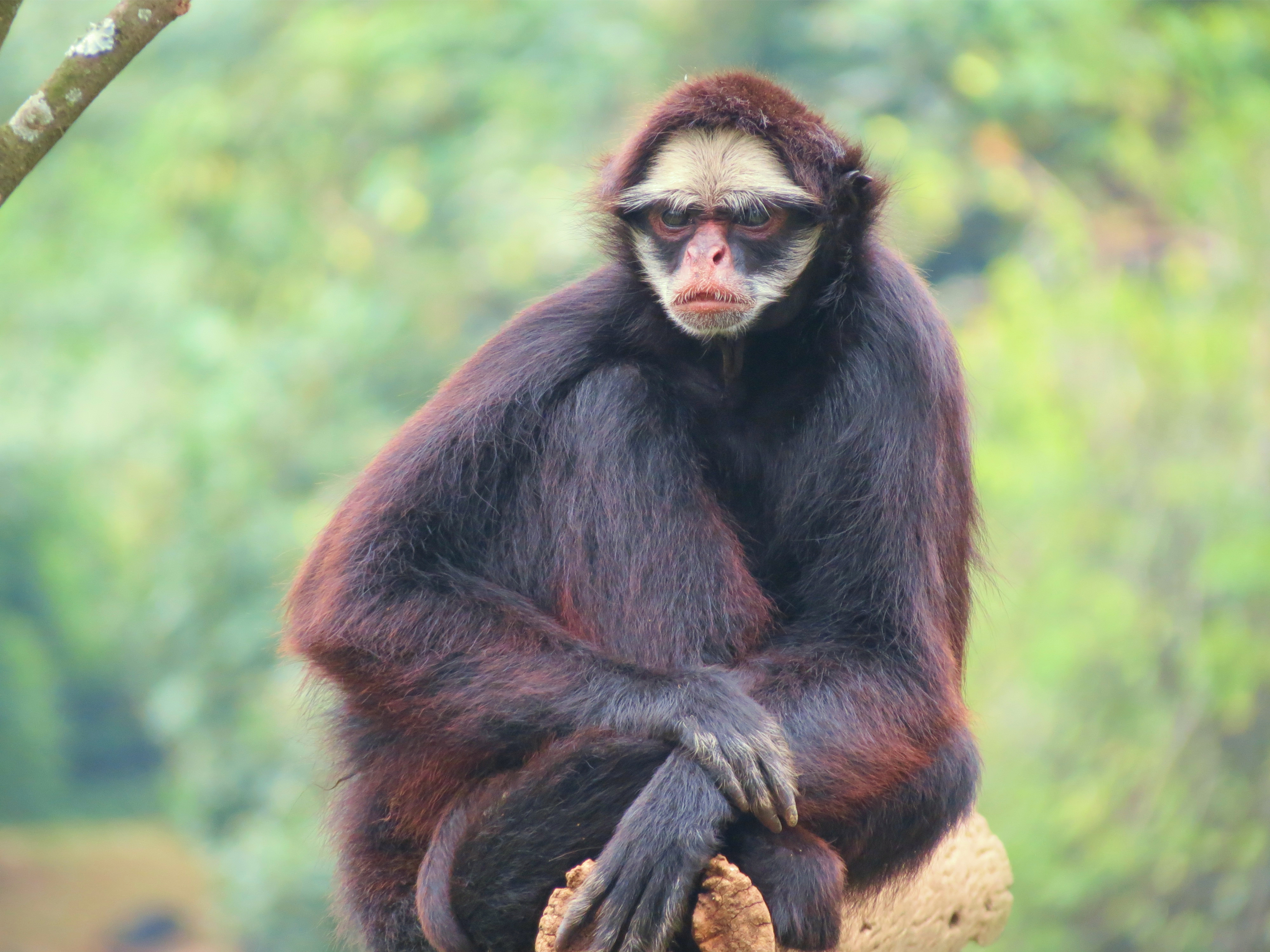
Weißwangenklammeraffe (Ateles marginatus)
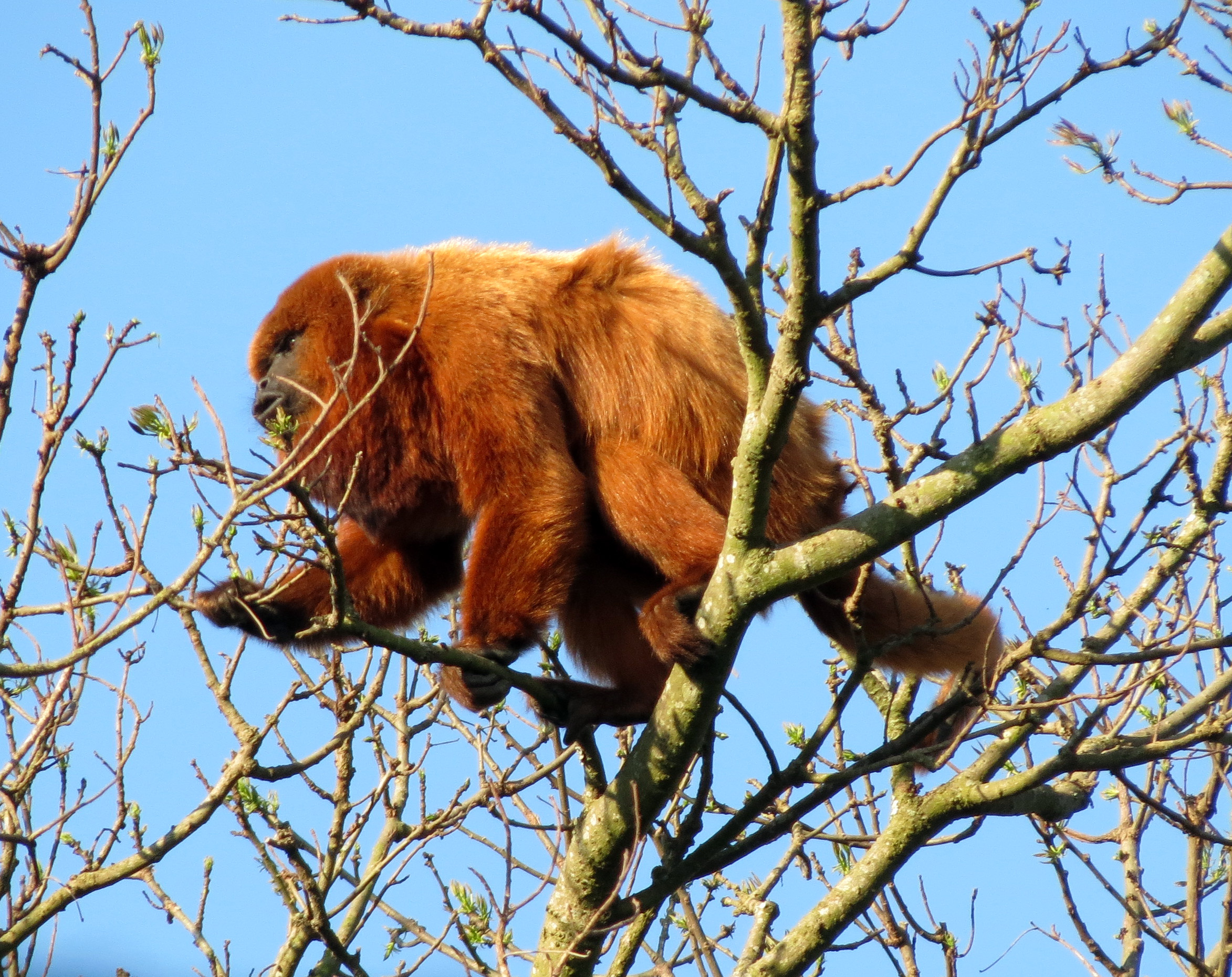
Brauner Brüllaffe (Alouatta guariba)
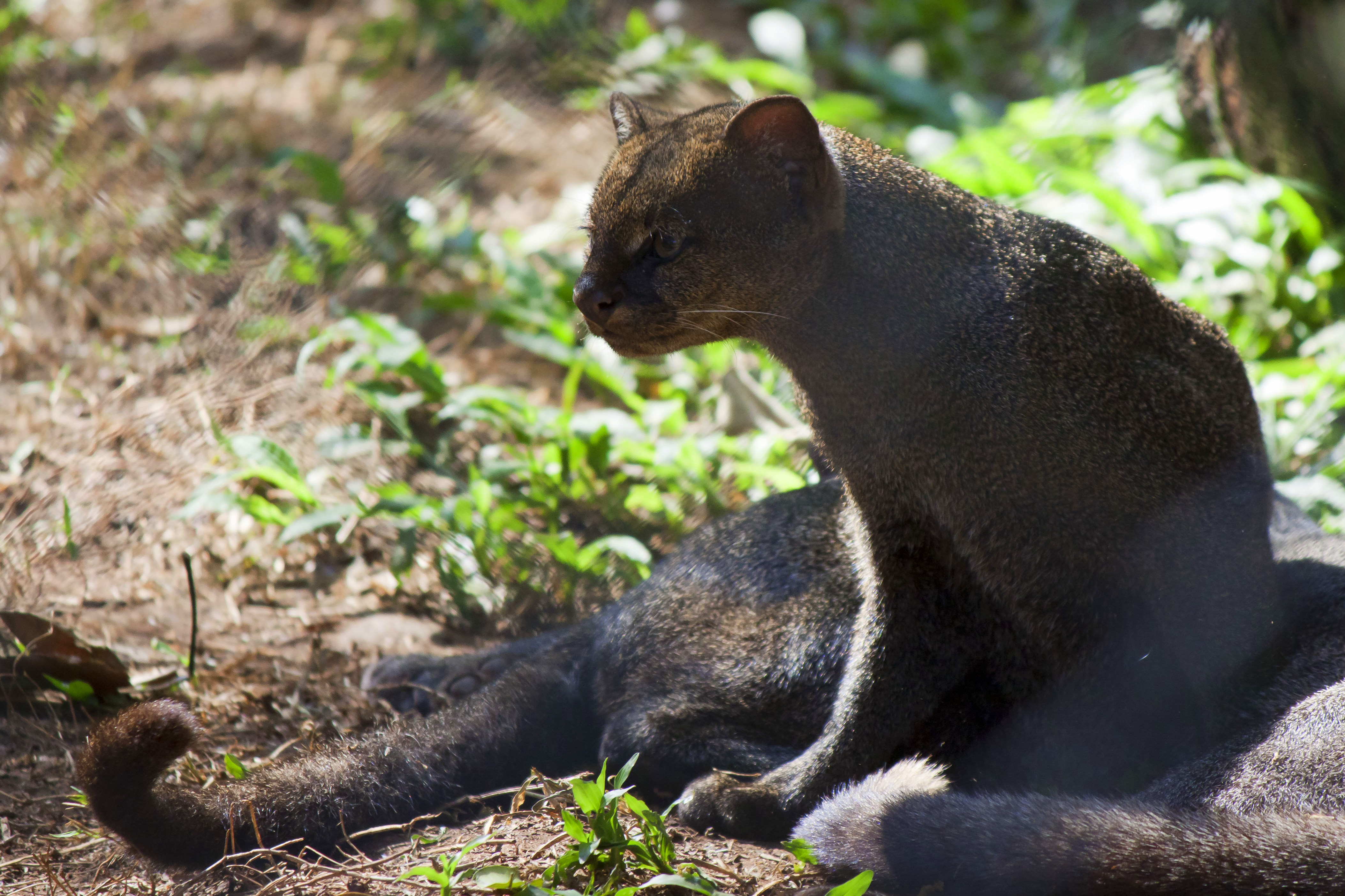
Jaguarundi (Puma yagouaroundi)
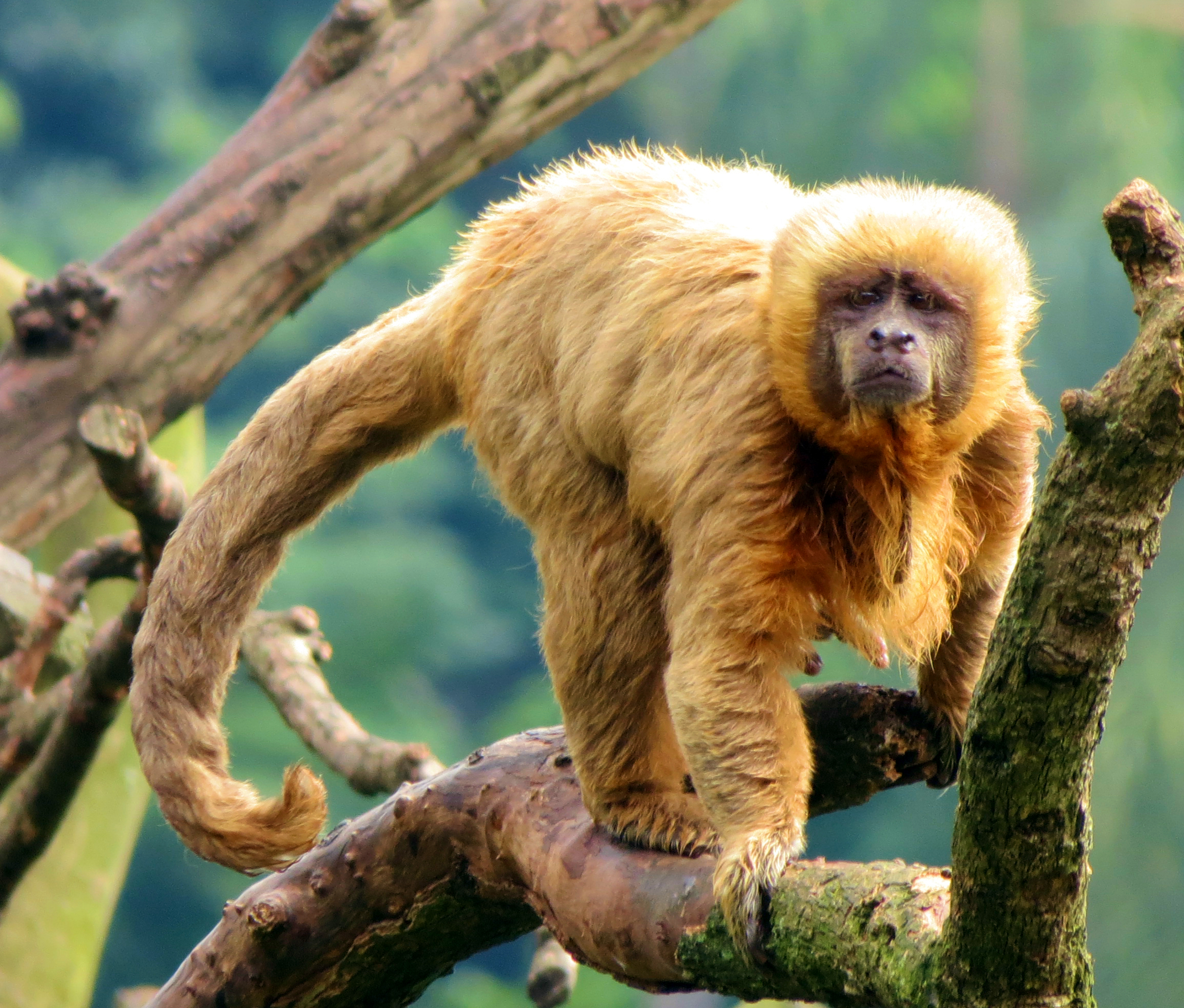
Goldkapuziner  (Sapajus flavius)
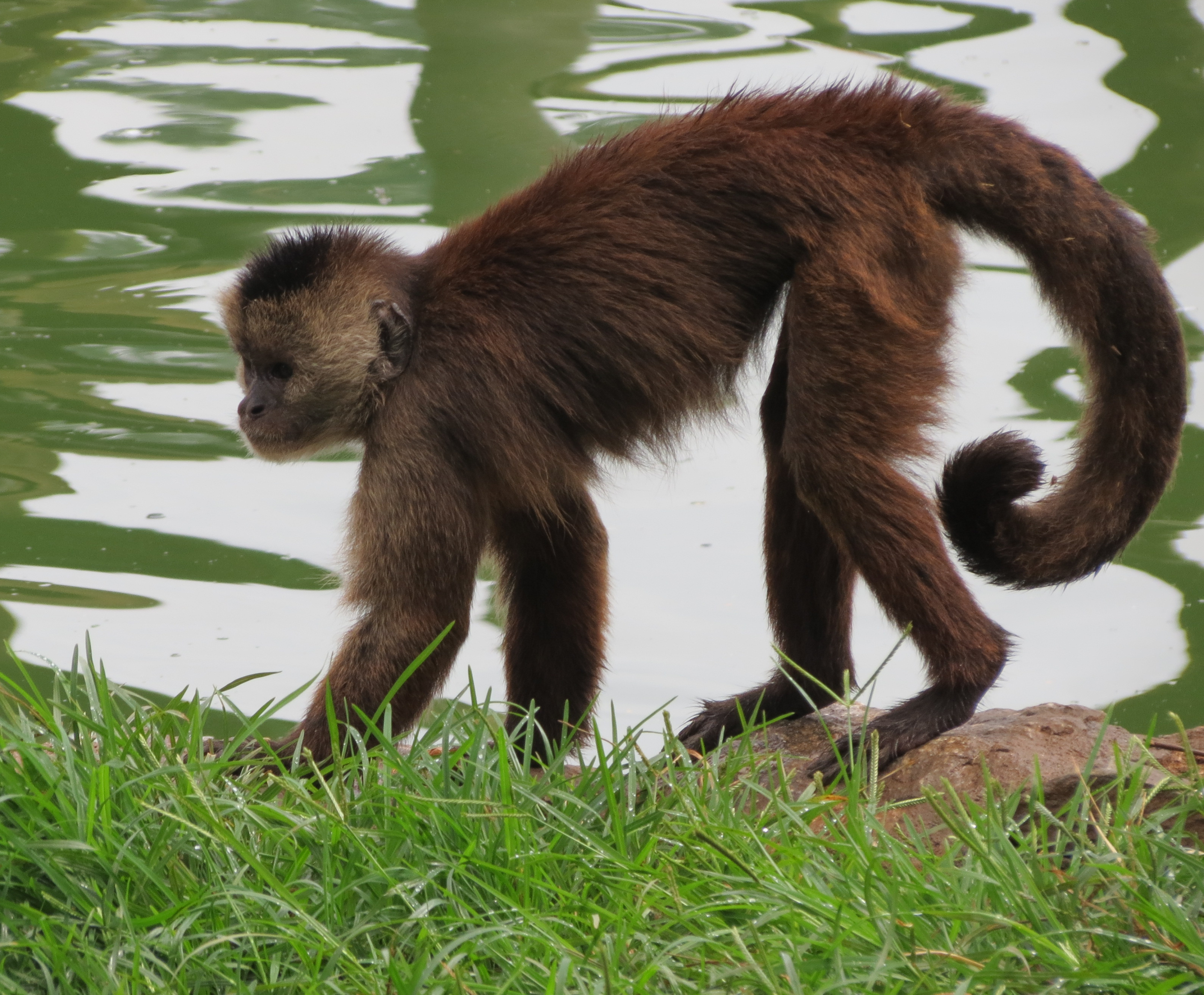
Brauner Kapuzineraffe (Cebus olivaceus)
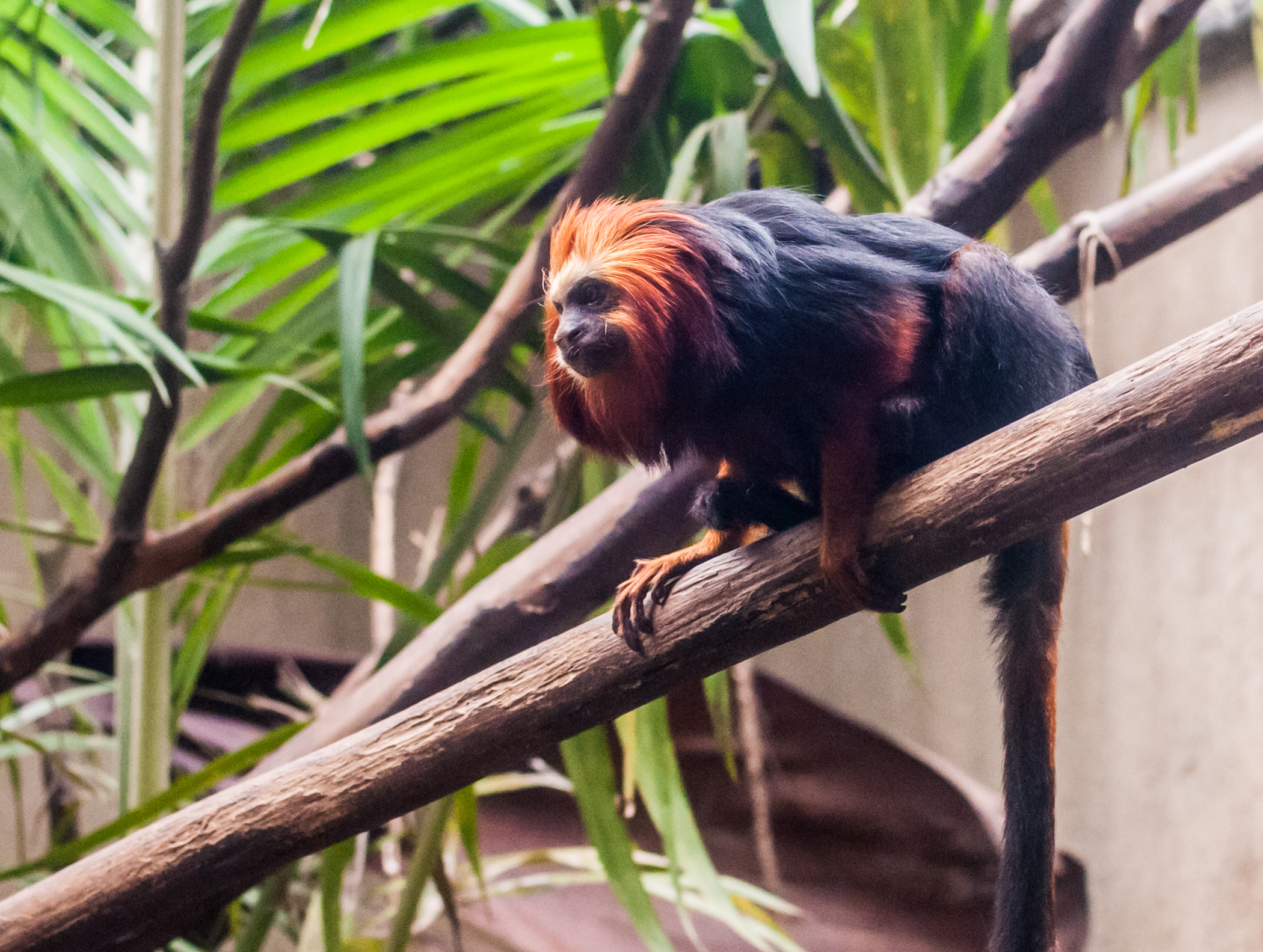
Goldkopflöwenäffchen (Leontopithecus chrysomelas)
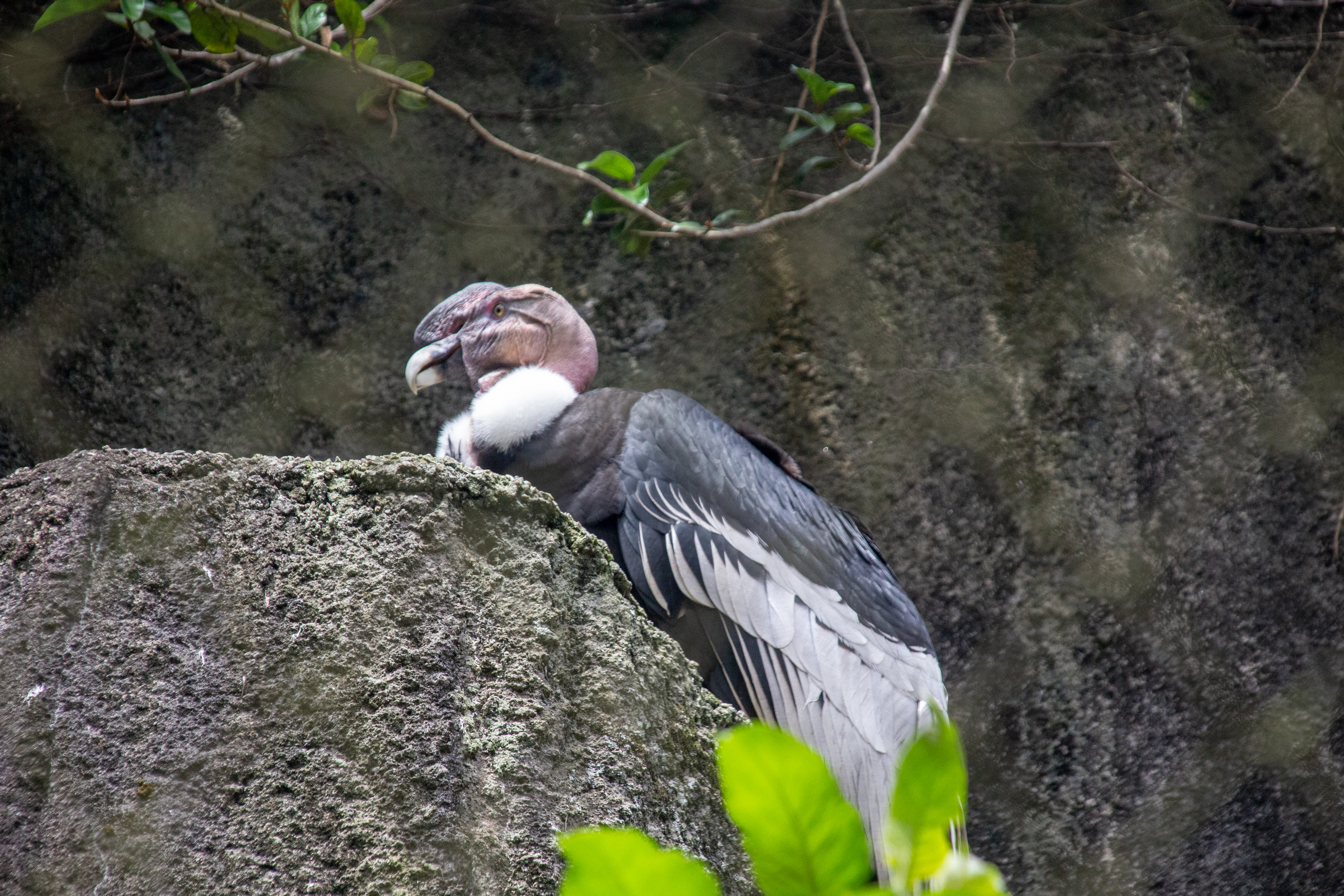
Andenkondor (Vultur gryphus)

## Arterhaltungsprogramme
Der Zoo São Paulo führt Arterhaltungs- und Forschungsprogramme sowohl innerhalb als auch außerhalb des Zoos durch. Dabei handelt es sich in erster Linie um folgende Arten:
- Der Learara (Anodorhynchus leari) ist eine endemische brasilianische Art, die nur in einem kleinen Gebiet in Bahia vorkommt und die von der Weltnaturschutzorganisation IUCN als „vom Aussterben bedroht“ klassifiziert wird. Seit 1996 wird versucht, die Art in Gefangenschaft zu züchten. Der Zoo São Paulo konnte im Jahr 2015 erstmals das Schlüpfen eines Kükens melden.
- Das Rotsteißlöwenäffchen (Leontopithecus chrysopygus) kommt lediglich in wenigen Gebieten des Bundesstaats São Paulo vor. Er wird von der IUCN als „stark gefährdet“ geführt. 2021 wurde ihr Bestand auf insgesamt ca. 1500 in der Natur lebende Individuen geschätzt, die sich auf eng begrenzte Vorkommensbereiche verteilen. In Gefangenschaft leben knapp 40 Individuen.
- Der Lebensraum des Gelbohr-Büschelaffe (Callithrix aurita), der in einigen Atlantikwäldern vorkommt, wird von der IUCN als „stark gefährdet“ geführt. Dem Zoo São Paulo gelang 2019 eine erfolgreiche Zucht in Gefangenschaft.
- Der zu den Knickzehenlaubfrösche zählende Scinax alcatraz lebt endemisch auf Alcatrazes, einer brasilianischen Inselgruppe vor der Küste des Bundesstaates São Paulo. Die IUCN führt die Art als „vom Aussterben bedroht“. 2008 begann die São-Paulo-Zoo-Stiftung mit einem Erhaltungsprojekt, um das Aussterben des Froschs zu verhindern. 2011 waren die ersten Nachzüchtungen erfolgreich.
- Die erst 2013 beschriebene Laubfroschart Aparasphenodon pomba ist eine weitere Art, bei der die São-Paulo-Zoo-Stiftung Anstrengungen unternimmt, um das Aussterben zu verhindern. Sie ist in der Natur bisher nur aus der Gemeinde Cataguases im Bundesstaat Minas Gerais bekannt.
- Die zu den Schlangenhalsschildkröten zählende Mesoclemmys hogei ist laut IUCN „vom Aussterben bedroht“. Der Zoo São Paulo untersucht mit weiteren Partnern die Möglichkeiten der Zucht und eventuellen Auswilderung einzelner Individuen.
- Ein Forschungsprogramm in der Natur betrifft die Unterart Alouatta guariba clamitans des Braunen Brüllaffen. Erforscht wird hierbei die Populationsdichte, die Genetik sowie die Ökologie der Art. Zur Erleichterung der Ausbreitung und zur Vermeidung von genetischer Verarmung werden Grünbrücken zwischen getrennt liegenden Biotopen angelegt.
- Obwohl das Braunkehl-Faultier (Bradypus variegatus) weit verbreitet und nicht vom Aussterben bedroht ist, ist über seine Biologie und seine Populationsdichte wenig bekannt. Um die Art besser schützen zu können, werden verschiedene Studien zu seinem Verhalten in der Natur durchgeführt.